# گرابرن
گرابرن (به آلمانی: Grabern) یک منطقهٔ مسکونی در اتریش است که در ناحیه هولابرون واقع شده‌است. گرابرن ۱٬۳۵۷ نفر جمعیت دارد.